# Nymphister kronaueri
Nymphister kronaueri es una especie de insecto coleóptero de la familia de los histéridos nativo de Costa Rica. Fue descrito en 2019. Se caracterizan por ser transportados por hormigas (foresis).
N. kronaueri se hace transportar por hormigas. Usa sus mandíbulas para aferrarse del peciolo de obreras de tamaño mediano de la especie Eciton mexicanum. N. kronaueri ha sido observado usando este método en la mayoría de los casos (>95%), eligen ejemplares al final de la columna de hormigas donde los miembros son menos numerosos y no acarrean larvas.